# Austria Tabak
Die Austria Tabak GmbH ist Rechtsnachfolger der vormals börsennotierten Austria Tabak AG, deren Ursprünge als Aktiengesellschaft im Jahr 1939 liegen (Austria Tabakwerke AG) bzw. auf die vormals die unter Joseph II. eingerichtete Österreichische Tabakregie zurückgehen.
Austria Tabak war bis zum EU-Beitritt Österreichs 1994 Inhaber des inländischen Monopols auf Anbau, Verarbeitung, Import und Vertrieb von Tabak und Tabakwaren. Nach der Börsennotierung ab 1997 wurde Austria Tabak im Jahr 2001 zu 100 % privatisiert und von der staatlichen Industrieholding ÖIAG an die britische Gallaher Group verkauft, damals weltweit fünftgrößter Tabakkonzern. Seit dem 18. April 2007 gehört Austria Tabak zu JT International (JTI), welche das Unternehmen Gallaher übernahm. JTI ist eine Tochtergesellschaft von Japan Tobacco Inc., dem weltweit drittgrößten internationalen Hersteller von Tabakprodukten.
Die Firmenzentrale befindet sich in Wien-Ottakring.

## Geschichte

### Vorgeschichte
Seit 1570 sind Tabakpflanzen in Österreich nachgewiesen. Der Import und der Anbau von Tabak wurden nach 1658 mit Zöllen und Steuern belegt. Eine Tendenz zur Monopolisierung gab es im Habsburgerreich bereits im frühen 18. Jahrhundert. Um 1700 wurde daher der Tabakanbau außerhalb von Hausgärten verboten, ab 1723 waren Anbaulizenzen erforderlich und der freie Verkauf wurde untersagt, die Kontrolle in den einzelnen Kronländern Administratoren der Steuerverwaltung unterstellt. 1764 erließ Kaiserin Maria Theresia ein Monopol für Österreich (d. h. Ober- und Niederösterreich, siehe: Innerösterreich, aber auch für Böhmen, Mähren und Österreichisch Schlesien), welches sie in Folge jeweils einer privaten Gesellschaft verpachtete.

### Das Vollmonopol von 1784 bis 1996

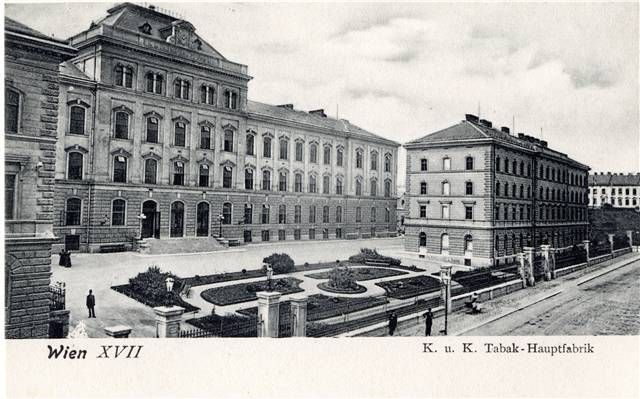
k.k. Tabak-Hauptfabrik in Wien-Ottakring (1905)

Im Jahr 1784 wurde die Österreichische Tabakregie unter Kaiser Joseph II. als sogenanntes Vollmonopol für alle österreichischen Länder gegründet. Dieses war unter anderem zur Versorgung von Kriegsinvaliden gedacht, die bei der Zuteilung der Verschleißstellen bevorzugt wurden (Trafik für einfache Soldaten, Großhandel für Offiziere). Daneben wurden auch schuldlos verarmte Beamte auf diese Weise versorgt. Dieses Monopol schwächte einerseits die Lage der Tabakbauern, andererseits gab es ihnen in Krisenzeiten Sicherheit.
Der private Anbau wurde im 19. Jahrhundert weitgehend zurückgedrängt. Es wurde nur noch in begrenzten Mengen der Anbau von Bauerntabak akzeptiert, der durch seine schlechtere Qualität keine Bedrohung für das Monopol war. Dokumentiert ist eine derartige förmliche Erlaubnis für die Bauern des oberen Inntales in den Jahren 1848–1860.
Weitere Entwicklungsschritte waren:

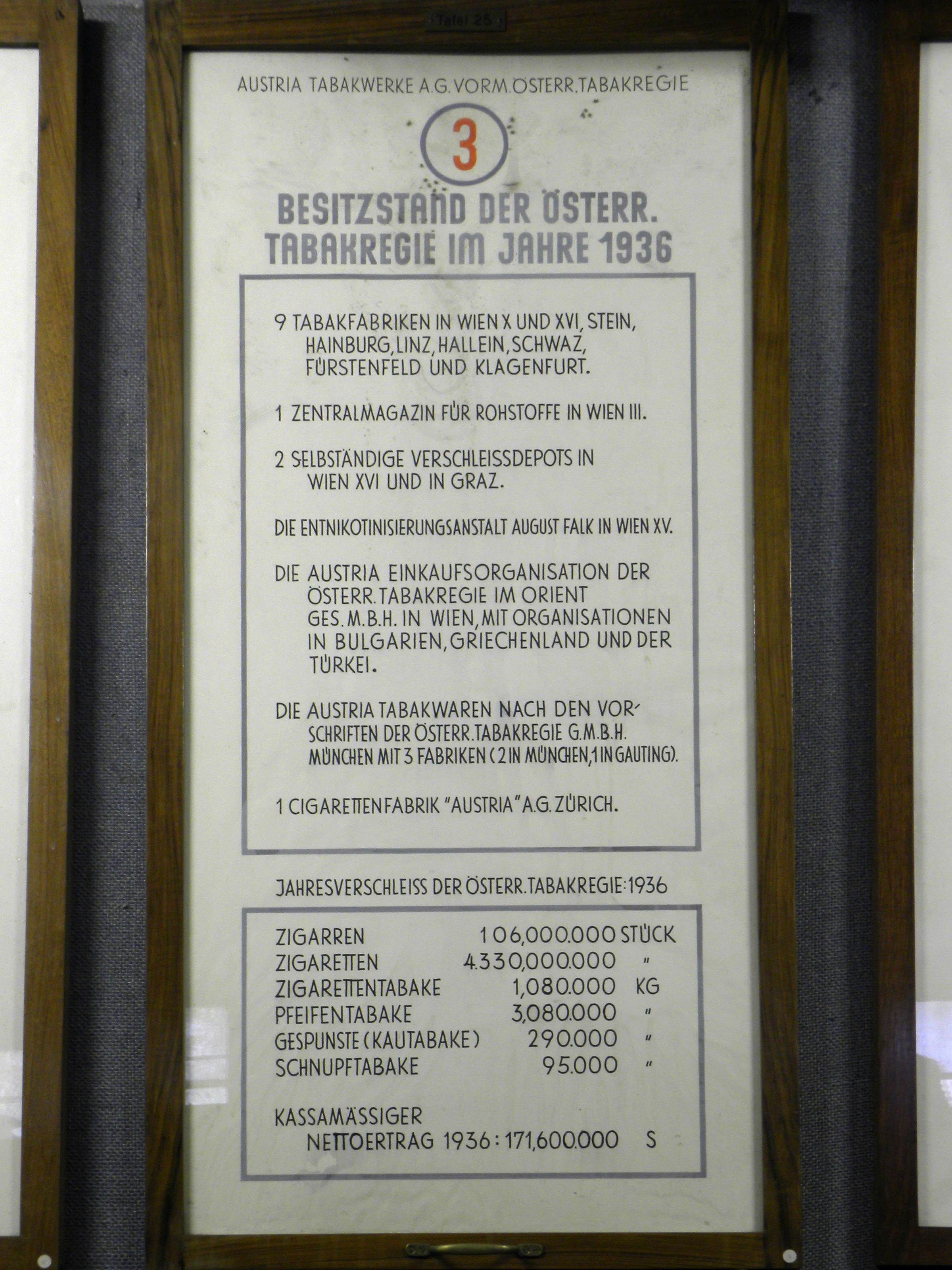
Besitzstand und Firmendaten der Tabakregie (1936)

- 1844 wurden erstmals die später berühmten Virginier-Zigarren produziert, sie waren die Lieblingszigarren des späteren Kaiser Franz Joseph I. und wurden daher auch „Kaiserliche“ genannt.
- 1850 wurde das Monopol auf die ungarischen Kronländer ausgeweitet, damit verlagerte die Regie auch allmählich den Großteil ihres Anbaues in diese Länder mit ihrem milderen Klima.
- 1864 wurden die ersten Regiezigaretten gedreht, mit dem steigenden Bedarf stieg Tabak zur wichtigsten Kolonialimportware auf.
- 1894 ist für das Werk Klagenfurt mit 605 Arbeitern eine Produktion von 17,5 Millionen Cigarren und 33 Millionen Cigaretten belegt.[3]
- 1896 kommt die heute noch angebotene Zigarette der Marke Memphis auf den Markt[4]
- 1898 wurde nach fünfjähriger Bauzeit die Tabakfabrik Ottakring, eine der damals zwei Tabakhauptfabriken in Wien, fertiggestellt.
- 1911 wurde eine zusammenfassende Verordnung über Besetzung, Neuerrichtung und Auflassung von Tabakwaren-Verschleißgeschäften erlassen, die Grundlage des Monopols bis 1949 war.
- 1913 verfügte die Tabakregie über eine Generaldirektion in Wien (Porzellangasse 51) und 36 Fabriken, davon 9 im Gebiet des heutigen Österreich, die anderen in den Kronländern der Monarchie.
- 1918 verlor die Tabakregie als Folge der Gebietsabtretungen nach dem Ersten Weltkrieg den Großteil ihrer Tabakanbaugebiete und ihrer Fabriken.
- 1939 nach dem Anschluss Österreichs an das Deutsche Reich wurde die Tabakregie, die bis dahin in der Organisation des Finanzministeriums angesiedelt war in die Austria Tabak AG umgewandelt. Alleiniger Aktionär war das Deutsche Reich, nach dem Zweiten Weltkrieg wurden die Aktien an die Republik Österreich übertragen.

In der unmittelbaren Nachkriegszeit blühte aufgrund der allgemeinen Armut und des Devisenmangels wieder der Eigenanbau; es wurde der Anbau von 25 Stauden Bauerntabak pro Person geduldet.
- 1968 wurde das Tabakmonopolgesetz revidiert.
- 1979 wurden Zivilbehinderte in den Kreis der bei der Trafikvergabe bevorzugten Personen aufgenommen.

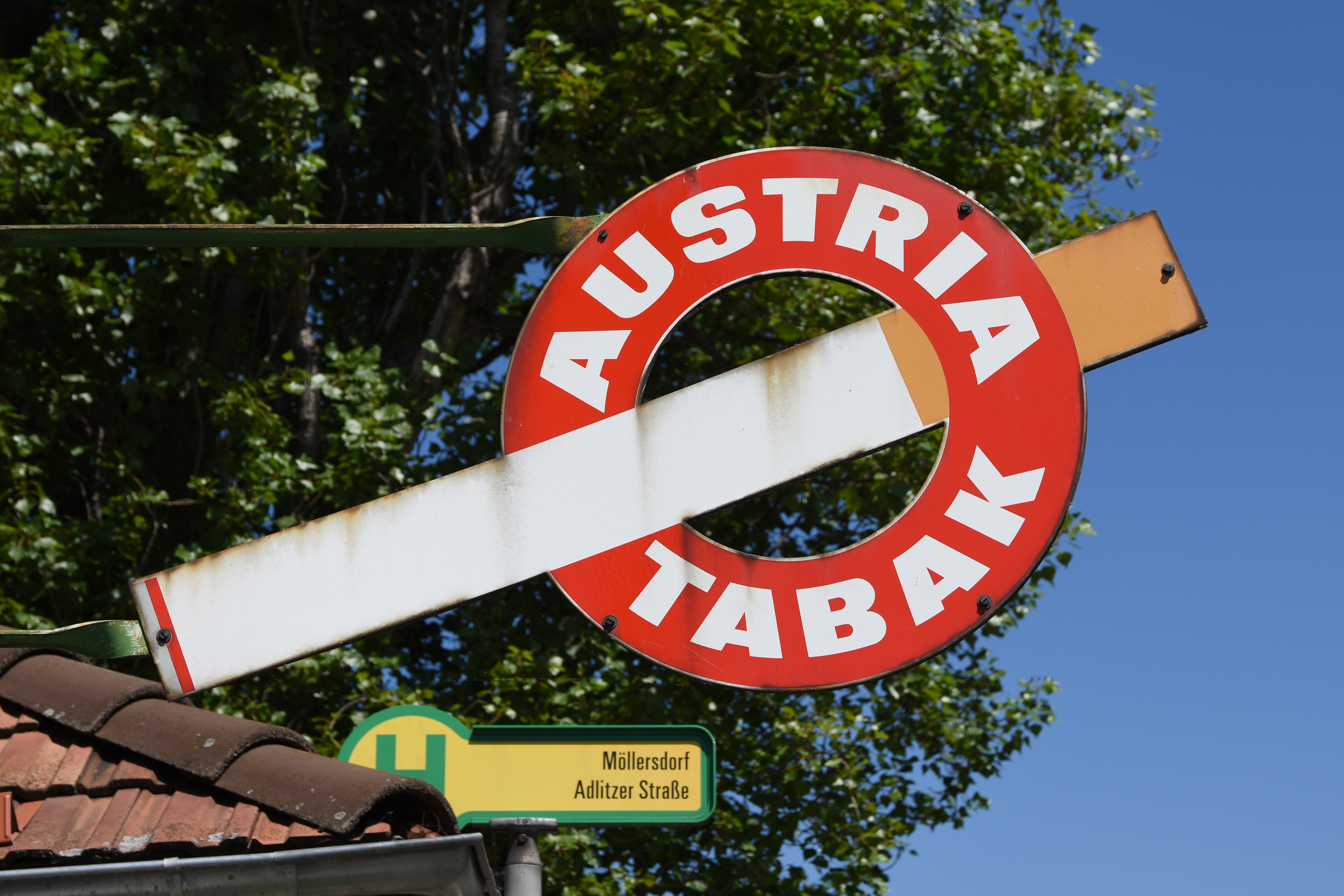
An den Verkaufsstellen angebrachtes Logo

Josef „Beppo“ Mauhart war von 1976 bis 1995 Mitglied des Vorstands. Heute (Stand 2013) besteht der Vorstand aus Hagen von Wedel, Wolfgang Louzek und Richard Wilcock.
Mit dem EU-Beitritt (1995) erfolgten starke Einschnitte in das Monopol:
- Der Anbau unterliegt der landwirtschaftlichen Marktordnung der EU.
- Das Produktionsmonopol blieb bestehen, verlor aber wegen des Falles des Importverbotes und der geringen österreichischen Anbauflächen seine Bedeutung und wurde letztlich 2004 formal aufgehoben.
- Import- und Großhandelsmonopol wurden aufgehoben.
- Das Einzelhandelsmonopol blieb bestehen, wurde aber mit 1. Juni 1996 von Austria Tabak auf die neu gegründete Monopolverwaltungsgesellschaft mbH (MVG) übertragen.

### Privatisierung
Im Jahre 1997 übertrug die Republik Österreich sämtliche Anteile an die Österreichische Industrieholding AG (ÖIAG). Am 5. November 1997 verkaufte die ÖIAG 49,5 % der Anteile an institutionelle und private Aktionäre. Am 25. März 1999 wurden weitere 9,4 % an institutionelle Anleger verkauft. Die Vollprivatisierung folgte 2001. Nach einer öffentlichen Ausschreibung im März 2001 kaufte der britische Tabakkonzern Gallaher Group die verbliebenen 41,1 % für rund 770 Millionen €. Den übrigen Aktionären wurde ein Angebot über denselben Preis pro Aktie (85 €) unterbreitet, welches zu fast 100 % angenommen wurde. Der Rechnungshof übte später in einem Bericht vom Oktober 2007 herbe Kritik an der Privatisierung. So sei die Beauftragung der Investmentbank Credit Suisse First Boston im Dezember 2000 durch die ÖIAG lediglich mündlich erfolgt und erst im Februar 2001 schriftlich festgehalten worden. Zudem verrechnete die Bank mit 8,16 Millionen Euro sowie 220.000 Euro Spesen letztlich ein höheres Honorar als die zweitgereihte Bank. Laut Prüfer habe es der Eigentümer zudem verabsäumt, vor dem Verkauf ein Bewertungsgutachten einzuholen. Ein späterer Verkauf wäre womöglich sinnvoller gewesen. Weiters wurde kritisiert, dass der Aufsichtsrat nicht nur nicht ausreichend vorinformiert, sondern sogar über die tatsächliche Lage getäuscht worden sei. Auch sei verabsäumt worden, dem Käufer weitergehende Standortgarantien abzuringen. Eine Aufarbeitung der Privatisierung sei laut Presseberichten allerdings schwierig, da die ÖIAG im Zuge einer Übersiedlung einige Unterlagen „aus Platzgründen entsorgt“ habe.
Im Laufe des Jahres 2005 wurde die Zigarettenfabrik in Schwaz geschlossen und die Produktion nach Linz und Hainburg an der Donau verlagert. Ebenfalls geschlossen wurde die 1796 gegründete und zum damaligen Zeitpunkt älteste Zigarrenfabrik der Welt in Fürstenfeld.  Die Zigarrenproduktion wurde nach Wales verlagert. Die verbliebenen Werke in Linz und Hainburg wurden modernisiert. Die Zigarettenproduktion stieg von 25,4 Milliarden Stück im Jahre 2000 auf 36,4 Milliarden Stück im Jahr 2005. In Hainburg produzierte die Österreichische Zigarettenfilter GmbH Filter für Österreich und den Export. Der zwischen 1928 und 1935 errichtete und teilweise denkmalgeschützte Gebäudekomplex der Linzer Tabakfabrik wurde an die Stadt Linz verkauft.
Mit Ende 2011 wurde schließlich auch die letzte österreichische Zigarettenproduktion, die 40 % für den heimischen Markt produzierte, in Hainburg geschlossen. Und das, obwohl man sich noch 2007 „klar zur Produktion in Österreich“ bekannte und rund 40 Millionen Euro in das Werk investiert wurden. 240 Mitarbeiter in Hainburg verloren ihren Job, ebenso wie 80 Mitarbeiter der Zentrale in Wien, welche die Produktion unterstützten.
Der Sitz der Gesellschaft befindet sich heute in Wien (XVI., Koppstraße 116), wo auch die Vertriebstochter Tobaccoland und die Forschungs- und Entwicklungsgesellschaft Ökolab angesiedelt sind. Derzeit sind am Standort Österreich rund 500 Mitarbeiter im Unternehmen beschäftigt.

### Deutschland
In Deutschland ist man mit der JTI Deutschland GmbH (vormals Gallaher Deutschland bzw. Austria Tabak GmbH) vertreten. Die 1923 gegründete deutsche Niederlassung in München wurde zum 31. Dezember 2007 als Folge der Übernahme der Gallaher Group durch Japan Tobacco geschlossen und an den Standort von JTI in Köln verlegt.
An der Lekkerland SE & Co. KG – Lebensmittel und Tabakwaren für Tankstellen-Shops – wurde ein 25,1-prozentiger Anteil gehalten. Im Zuge der Übernahme von Lekkerland durch REWE im Oktober 2019 wurde dieser Anteil an REWE verkauft. Bei der Tobaccoland Automatengesellschaft mbH & Co. KG ist man Mehrheitseigentümer und Marktführer am deutschen Zigarettenautomatenmarkt.

## Produkte

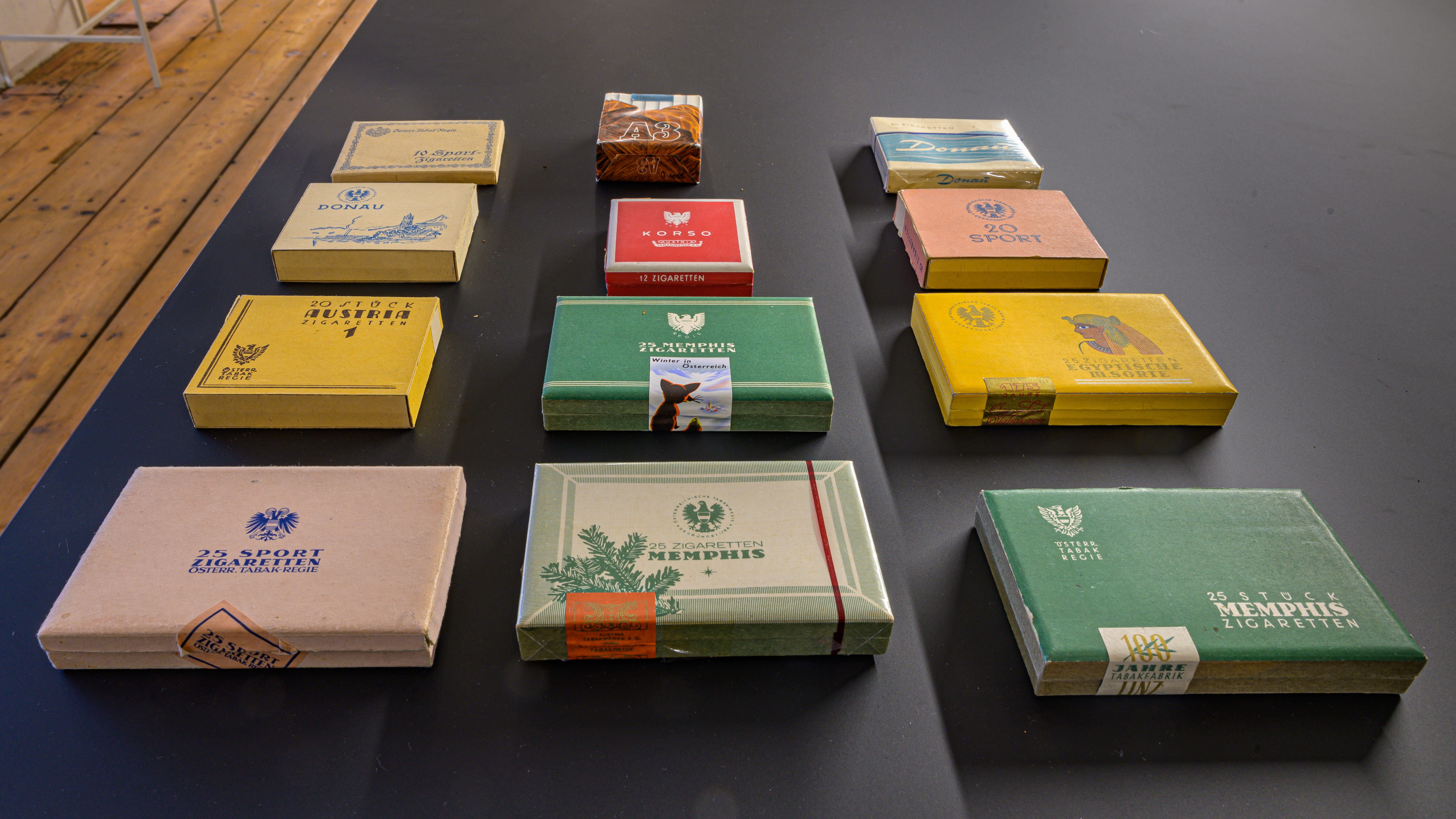
Einige Zigarettenmarken der Regie (1930er bis 1970er Jahre)

Die Tabakregie stellte im Lauf ihres Bestehens eine kaum überschaubare Anzahl Sorten von Tabak, Zigarren, Zigarillos und Zigaretten her, welche mitunter unter wechselnden Namen angeboten wurden. So wurden beispielsweise um 1910 Zigarren unter der Sorten Selectos, Ideales, Britannica, Graciosas, Trabuco, Regalia Media und Virginier angeboten. Bei den Zigaretten gab es Coronas, Dames, Egyptische III. Sorte, Memphis, Nil, Kaiser, Sport und Princesas.
Immer wieder bediente sich die Tabakregie bei den Namen ihrer Produkte an Musik und Theater, so gab es unter anderem Zigaretten der Marken Rosenkavalier und Heliane. Im Jahr 1928 brachte die Regie in Anlehnung an Ernst Kreneks Opernerfolg Jonny spielt auf die Zigaretten der Marke Jonny auf den Markt. Das bewusst moderne Design der Schachtel wurde von Oswald Haerdtl gestaltet.
Zu den bekanntesten Produkten der Tabakregie zählten die „kaiserlichen“ Virginierzigarren, die Regalia Media sowie die Zigarettenmarken Memphis, Nil, Hobby, Austria 3, Milde Sorte und Smart Export.

## Ehemalige Produktionsstätten

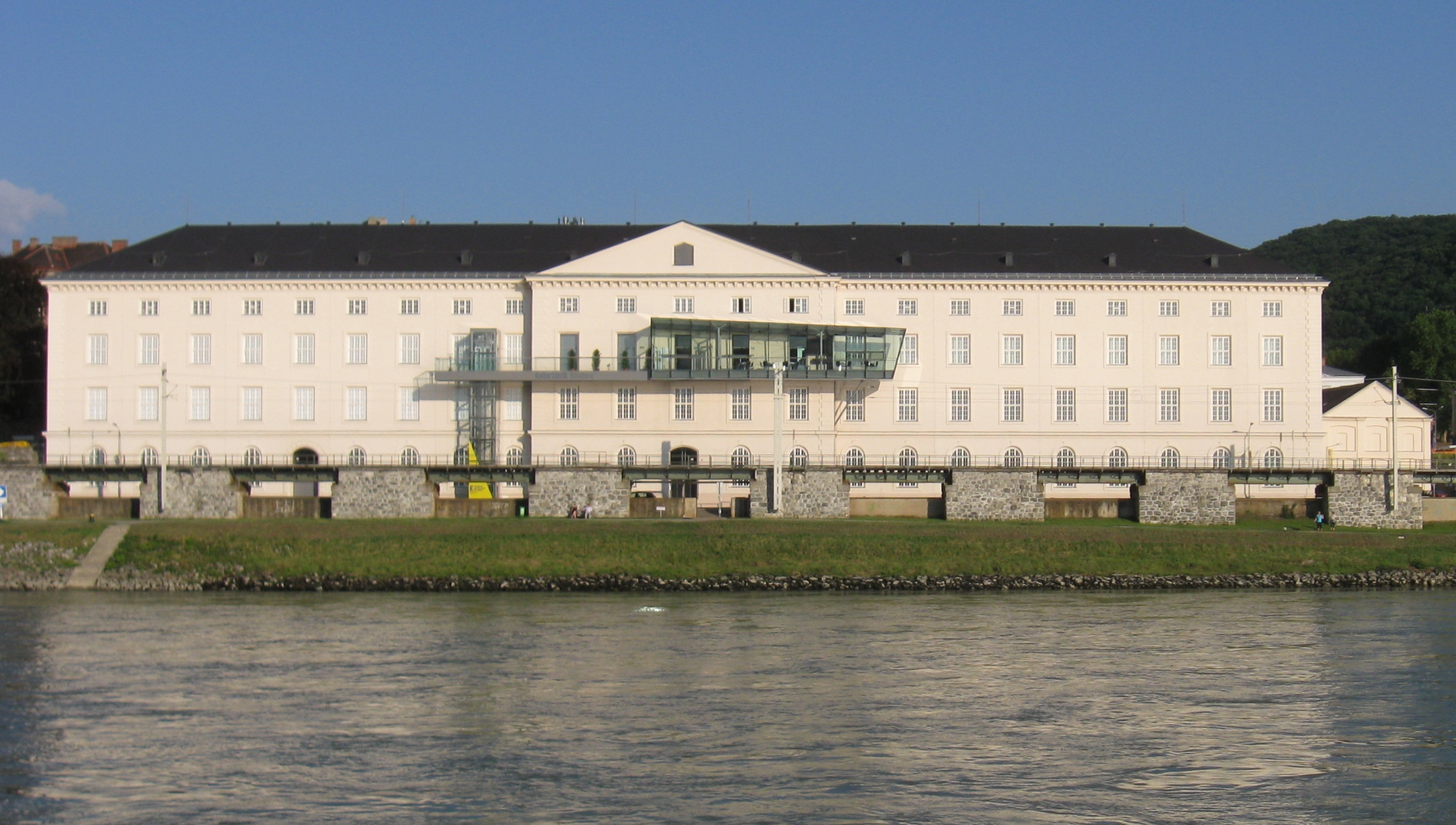
Ehemalige Tabakfabrik in Hainburg

- Ehemalige Tabakfabrik Krems, heute Donau-UniversitätEhemalige Tabakfabrik in HainburgFürstenfeld (Stmk.) – ursprünglich in der Pfeilburg; später im Schloß am Stein, hohe genietete Stahlbrücke für Handwagen über die tiefliegende Feistritzgasse zum Lager südlich davon, Anschlussbahn zum Bahnhof Fürstenfeld bis 1980er Jahre genutzt, um 2008 abgetragen – vor/um 2001 Verkauf an Gallaher Gruppe, 2004 stillgelegt, zuletzt Zigarren produziert – 1776 erste Tabakfabrik Europas im Schloss am Stein – Pfeilburg ist auch Tabakmuseum; Lager wurde um 2000 Jugendgästehaus im Südosten, um 2016 teilweiser Abriss des Direktionsgebäudes, Wohnungen, Erdgeschoß ab April 2018 Ärztezentrum (Fabrikgasse)[12] Geblieben aus Produktion rund um Tabak ist die eine Herstellung von Zigarettenhülsen und Filterspitzen von Altesse im Gewerbegebiet an der Burgauerstraße (Altessestraße 2, im Norden der Stadt, in der Ebene)

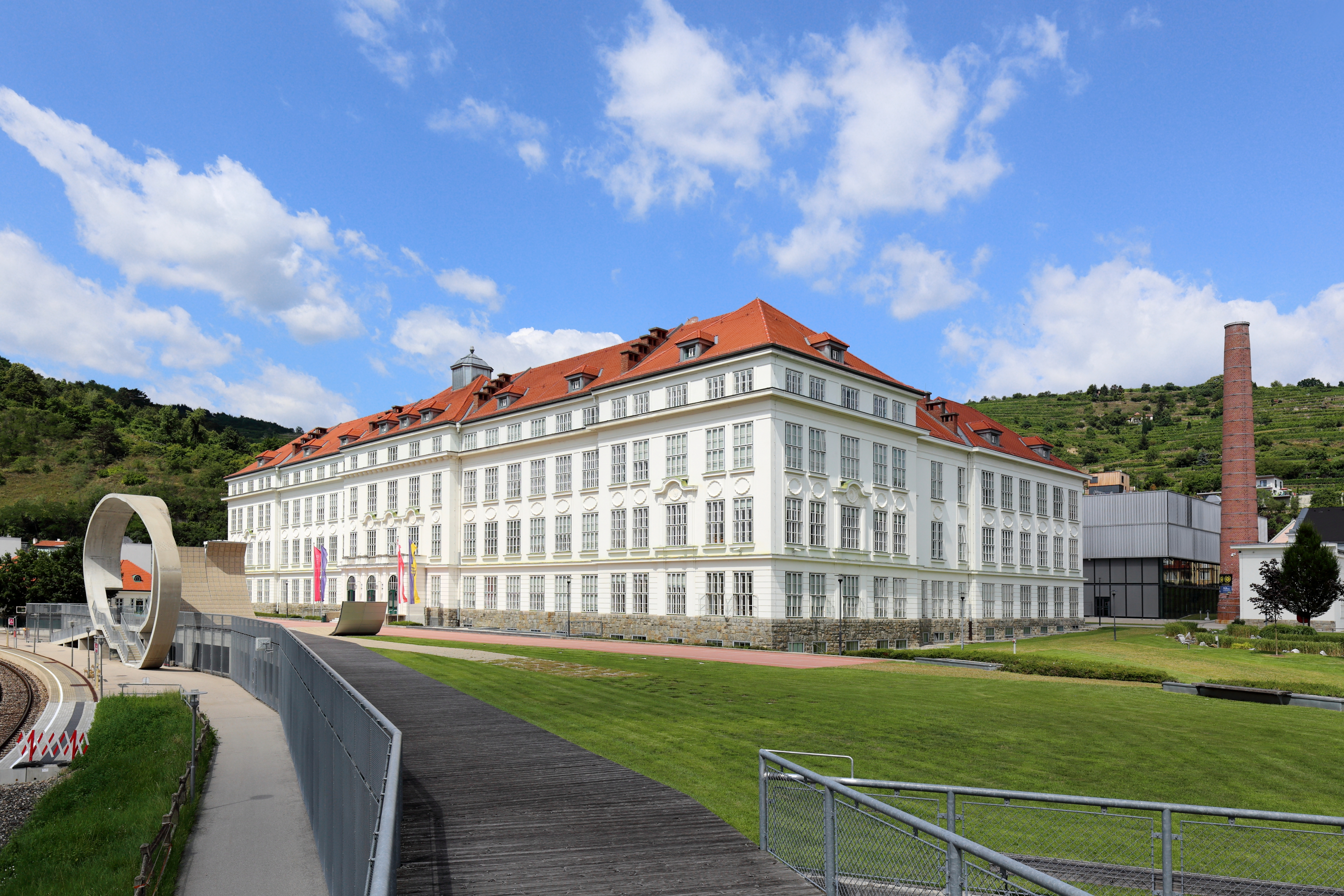
Ehemalige Tabakfabrik Krems, heute Donau-Universität

- Hainburg (NÖ) – ab 1723 Tabakmanufaktur, Tabaklabor, größte Fabrik (ab 1935 jedoch: Linz), 2011 geschlossen, (auch) Zigarren – 3 Gebäude, 2 davon denkmalgeschützt, Hotel, Wohnungen, Depot, Kulturfabrik, März–August (auch Dezember?) 2013 Abriss von Teilen – ab 2015 Einkaufszentrum Galleria Danubia[13][14]
- Hallein (Salzburg) – 1869 errichtet, 1940 an Rüstungsproduktion verkauft[15]
- Klagenfurt (Kärnten) – 1858 Waisenhauskaserne (errichtet 1759 als Bleiweißfabrik) in der Deutenhofenstraße 1–3 für Zigarrenfabrik abgetreten, 1862 meldete Militär wieder Eigenbedarf an, Verkauf 2009, Abriss 2010.[16] Fabrik in Bahnhofstraße nimmt 1864 Produktion auf, Ausbau in den Jahren 1871, 1898, 1904, 1926 und 1931. 1939 oder 1940 (teilweise?) an Wiener Neustädter Flugzeugwerke, 1945 durch Bombardierung zerstört, später abgerissen. Später 3. Standort Tabakumschlaglager St. Peter-Straße an der Bahn (Viktringer Vorstadt, Reichenbergerstraße)[17]
- Krems-Stein (NÖ) – Gasthaus wird 1850 Zigarrenfabrik, 1852 erweitert. 1919/Mitte 1922 Neubau, Virginia-Produktion. 1988/89 Stilllegung – „Alte Fabrik“: heute Kunsthalle Krems; „Neue Fabrik“: heute Universität Krems[18]
- Tabakfabrik Linz (OÖ) – Errichtung ab 1929, Zigarettenproduktion bis September 2009, 2010 Verkauf an die Stadt Linz – denkmalgeschützter Stahlskelettbau, großteils erhalten, revitalisiert
- Schwaz (Tirol) – 1830 errichtet, 2005 geschlossen, Spitzname Die Tschiggin[19] – um 2015 abgerissen, Einkaufszentrum SZentrum[20]
- Wien (Wien) – ab 1893 Ottakring, Thaliastraße

Außerhalb des heutigen Österreichs unter anderem:
- Sedlec (dt. Sedletz, heute Stadtteil von Kutná Hora / Kuttenberg; Kronland Böhmen, heute Tschechien) – 1812 Errichtung der Tabakfabrik
- České Budějovice (dt. (Böhmisch) Budweis; Kronland Böhmen, heute Tschechien)
- Budišov nad Budišovkou (dt. Bautsch; Kronland Böhmen, heute Tschechien) – Errichtung der Tabakfabrik ab 1870
- Písek (dt. Pisek; Kronland Böhmen, heute Tschechien)
- Hodonín (dt. Göding; Kronland Mähren, heute Tschechien) – Entstehung der Tabakfabrik am Ende des 18. Jahrhunderts
- Jihlava (dt. Iglau; Kronland Mähren, heute Tschechien) – Errichtung der Tabakfabrik ab 1851
- Ljubljana (dt. Laibach; Kronland Krain, heute Slowenien)
- Tabakanbau und Fabriken weiters in Ungarn, Siebenbürgen und Galizien

## Nicht-Tabak-Aktivitäten
In den 1990er Jahren ließ sich der Vorstand um Vorstandsvorsitzenden Beppo Mauhart auf den Kauf der HTM-Gruppe (Head mit Tyrolia, Mares) ein, von der man sich aber bald wieder trennen musste.

## Trivia
In der Folge Nachttankstelle der satirischen Fernsehserie Kottan ermittelt wirbt Otto Schenk im Fernsehen für die „flotte milde Schönbrunn-Zigarette“ (eine Anspielung auf die Marken Belvedere und Gloriette) und kommt vor lauter Husten nicht mehr zum Sprechen seines Textes.
In mehreren Episoden des Kaisermühlen Blues, deren Hauptfigur Gitti Schimek eine Trafikantin ist, wird die damalige Hauptverwaltung der Austria Tabak respektive des Monopols mit einem Augenzwinkern gezeigt: sämtliche Mitarbeiter bis hin zum Hofrat scheinen ständig zu rauchen.